# ری دانیل (بازیکن فوتبال اهل انگلستان)
ری دانیل (انگلیسی: Ray Daniel؛ زادهٔ ۱۰ دسامبر ۱۹۶۴) بازیکن فوتبال اهل بریتانیا است.
از باشگاه‌هایی که در آن بازی کرده‌است می‌توان به باشگاه فوتبال پورتسموث، باشگاه فوتبال هال سیتی، باشگاه فوتبال لوتون تاون، باشگاه فوتبال گیلینگام، باشگاه فوتبال نوتس کانتی، باشگاه فوتبال والسال، و باشگاه فوتبال کاردیف سیتی اشاره کرد.